# Habère-Lullin
Habère-Lullin é uma comuna francesa na região administrativa de Auvérnia-Ródano-Alpes, no departamento da Alta Saboia. Estende-se por uma área de 8.86 km². Em 2010 a comuna tinha 1 068 habitantes (densidade: 120,5 hab./km²).